# Frederick Arthur Bridgman

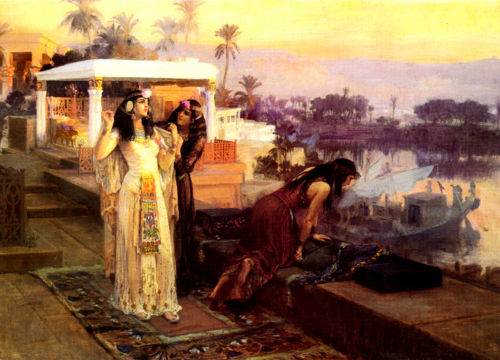
Cleopatra sulle terrazze di File

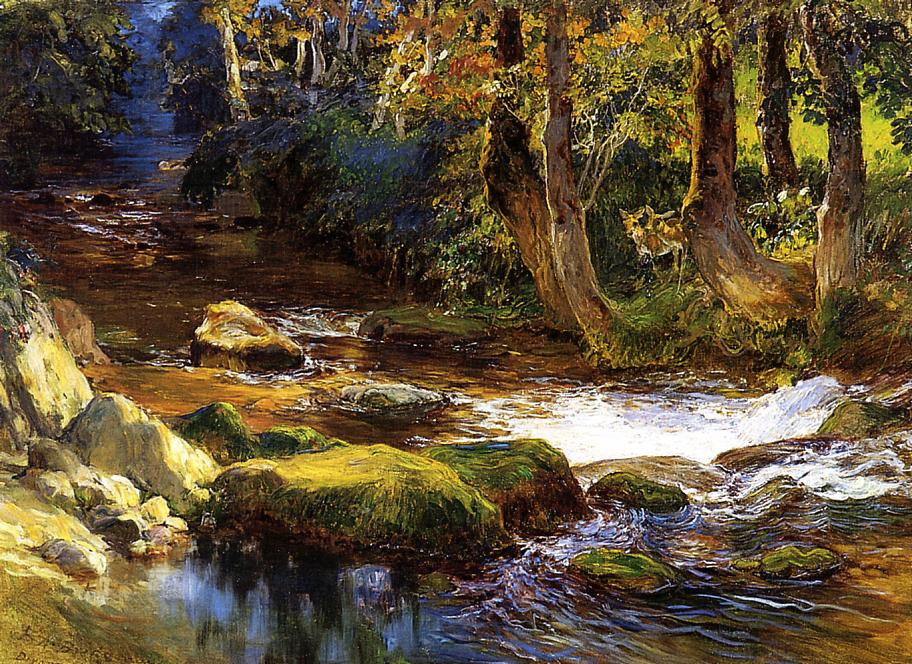
Panorama del fiume con un cervo

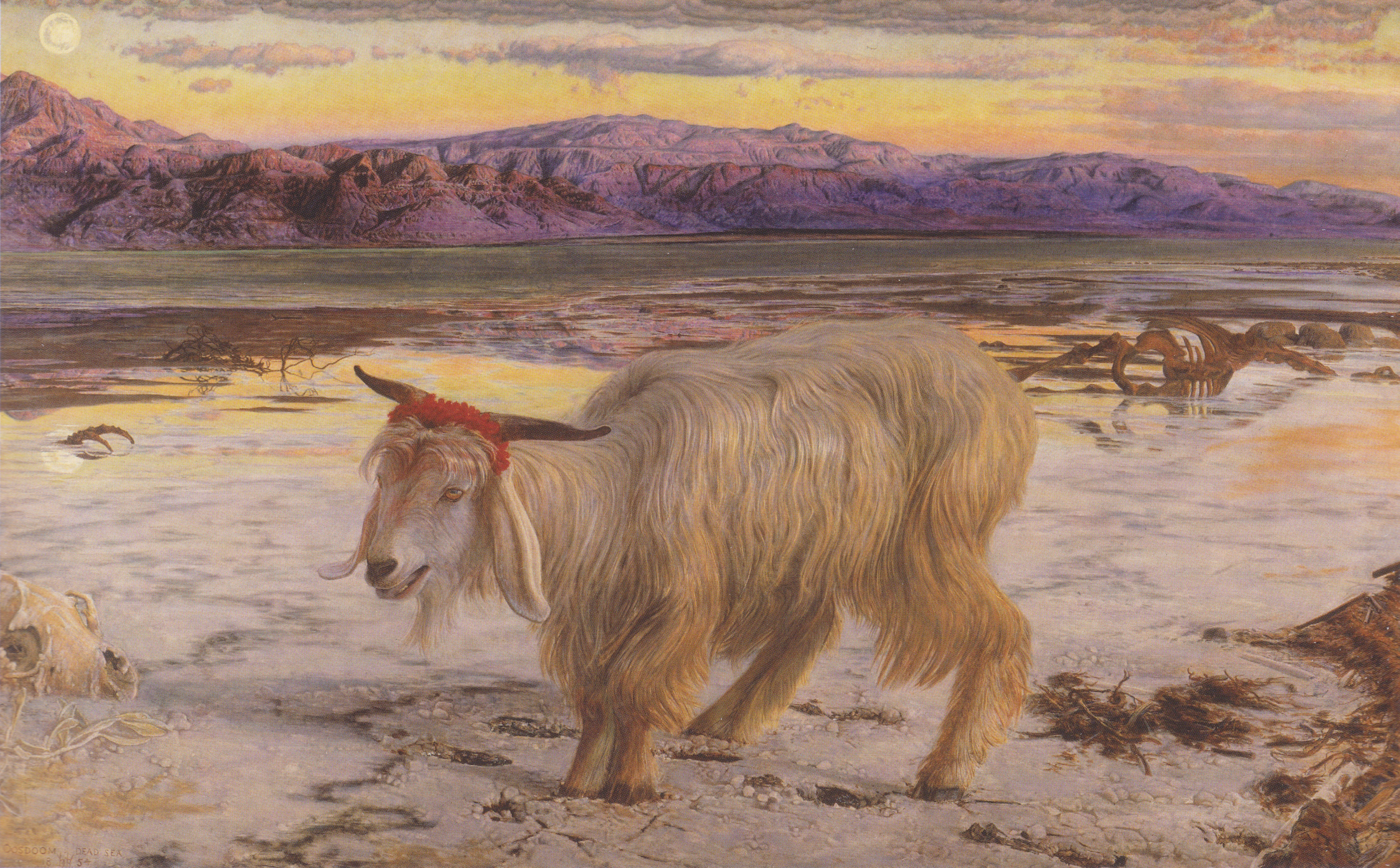
Il capro espiatorio

Frederick Arthur Bridgman (Tuskegee, 10 novembre 1847 – Rouen, 13 gennaio 1928) è stato un pittore statunitense.

## Biografia
Figlio di un medico, Bridgman divenne uno dei più noti e apprezzati pittori degli Stati Uniti, e fu conosciuto come uno dei più talentuosi pittori orientalisti.
La sua carriera cominciò lavorando come disegnatore a New York City per l'American Bank Note Company. Negli stessi anni 1864-1865 studiò arte alla Brooklyn Art Association e alla National Academy of Design, poi partì per Parigi, nel 1866, dove si stabilì divenendo allievo di Jean-Léon Gérôme all'École des Beaux-Arts l'anno successivo. Nello studio di Gérôme, Bridgman approfondì la tecnica del disegno e delle rifiniture levigate, e scoprì l'esotismo mediorientale.
L'influenza del suo maestro francese fu tale da guadagnargli l'appellativo di «Gérôme americano», e tuttavia egli non fu un semplice imitatore, e adottò, andando avanti, un'estetica più naturalistica, accentuando la luminosità del colore. Fu un viaggio in Spagna nel 1872, che introdusse il venticinquenne Bridgman alla luminosità intensa e all'estetica dell'architettura di tradizione araba. Negli stessi anni fu anche influenzato dal colore sensuoso del pittore spagnolo Mariano Fortuny, che, oltre ad illuminare la sua tavolozza, accese anche il suo interesse per le terre esotiche al di là dello stretto di Gibilterra.
Tra il 1872 e il 1874 Bridgman fece così il primo viaggio in Nordafrica, viaggiando tra l'Algeria e l'Egitto e realizzando circa 300 bozzetti che divennero la materia prima per molti dei suoi successivi dipinti a olio. Altre visite in Nordafrica fino agli anni '80 gli consentirono di raccogliere una collezione di abiti, elementi architettonici e oggetti artistici che compaiono nelle sue opere (John Singer Sargent raccontava, con gran divertimento, che lo studio sovraffollato di Bridgman era, insieme alla Tour Eiffel, fra le attrazioni più visitate di Parigi). 
La produzione "orientale" ebbe grande successo: l'artista espose al Salon di Parigi del 1877, del 1878 e del 1879, e la composizione più grande di questa serie, Funerale di una mummia sul Nilo, acquistato dal proprietario del The New York Herald, James Gordon Bennett, fu l'inizio della sua fortuna in patria.
Bridgman mantenne per tutta la vita stretti rapporti con la Francia (nel 1907 fu anche insignito della Legion d'onore), tuttavia la sua popolarità in America non declinò mai. Lo dimostra il seguente episodio: nel 1890 l'artista presentò una mostra personale di oltre 400 quadri in varie gallerie della Fifth Avenue di New York; quando l'evento si spostò al Chicago's Art Institute i quadri da esporre erano rimasti solo 300, a testimonianza dell'alto numero di vendite effettuate.
La fortuna commerciale del pittore, del resto, continua: una Scene prise au Maroc del 1885 messa all'asta da Christie's nel 2008 e quotata fra i 250,000 e i 350,000 USD, è stata aggiudicata per $ 278,500.